# 모리셔스꾸밈낮도마뱀붙이
모리셔스 오네이트 데이 게코(Mauritius ornate day gecko)라 불리는 모리셔스꾸밈낮도마뱀붙이(Phelsuma ornata)는 모리셔스 본토와 그 둘레의 몇몇 섬들에 분포하며, 보통 다양한 나무와 덤불에 서식한다. 모리셔스꾸밈낮은 주로 곤충과 꽃꿀을 먹는다.

## 형태

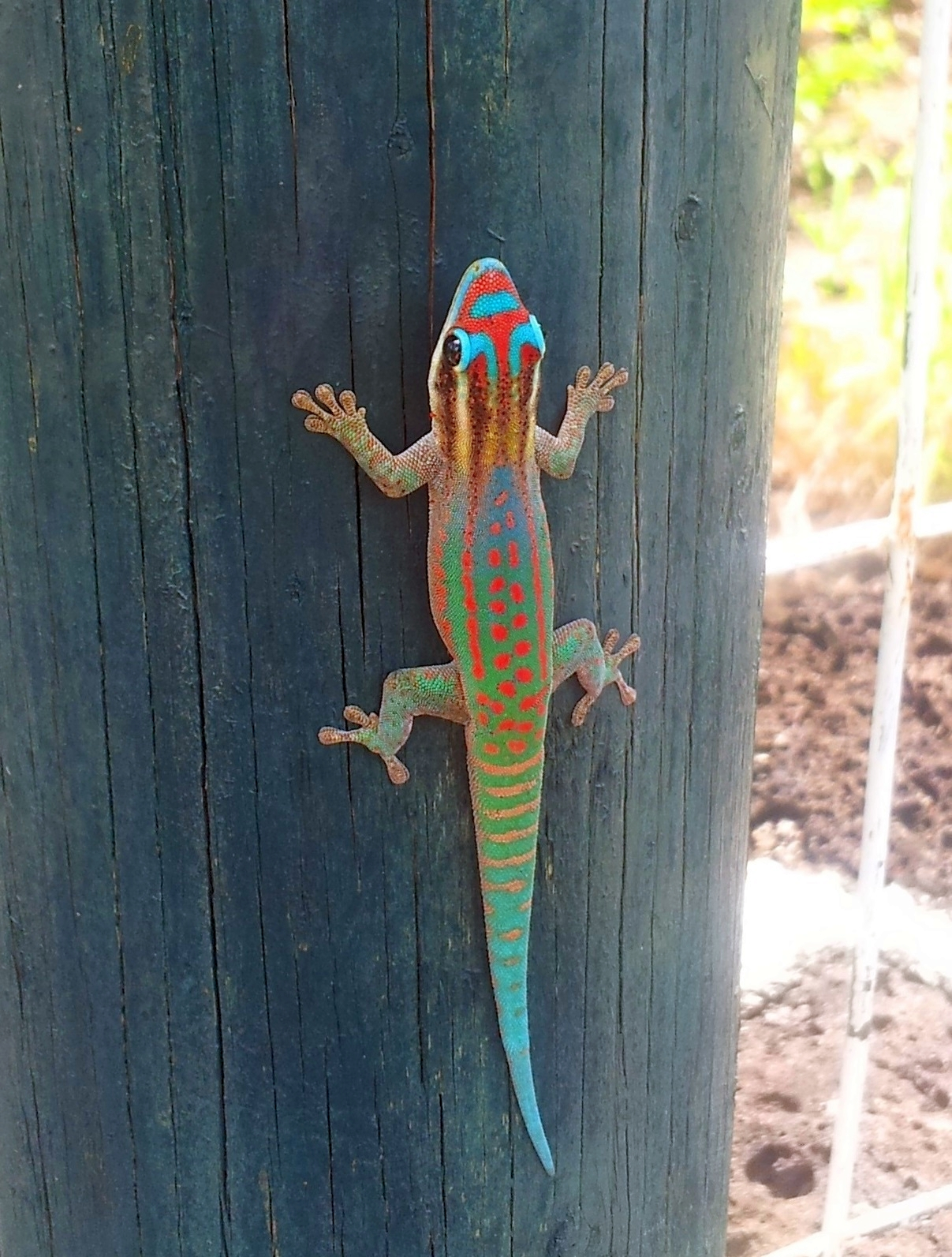
바하두 국립공원(:en:Bras d'Eau National Park)에서 촬영한 개체

모리셔스꾸밈낮은 낮도마뱀붙이속에서 제일 작은 편에 속한다. 꼬리까지 최대 12 cm에 달한다. 목과 머리 윗부분은 회갈색을 띄며, 그 가장자리를 따라 흰색 줄무늬가 앞뒤로 나있다. 몸은 꽤나 다양한 색깔을 띄며, 청록색을 띄거나, 녹색 바탕에 등 앞부분만 파란색을 띄거나, 전체적으로 파란색을 띌 수 있다. 옆구리는 갈색이다. 주둥이에서는 청색, 백색, 적색, 남색이 복잡한 무늬를 이룬다. 등에는 붉은색 점무늬가 나있다. 꼬리는 청록색 바탕에 빨간 줄무늬가 옆으로 나있다. 배는 황백색이다.

## 분포
모리셔스꾸밈낮은 모리셔스, 일롱드섬(:en:Round Island (Mauritius)), 일오에그레트섬(:en:Île aux Aigrettes), 꼬앙드미흐섬(:fr:Coin de Mire)의 해안가에서 발견된다.
모리셔스꾸밈낮은 대개 모리셔스의 건조한 중저고도 지대에서 발견된다. 이 녀석들은 나무나 여타의 열대식물에 서식하며, 사람이 원래의 서식지를 파괴한 경우 바위로 뒤덮인 곳에서 살아간다.

## 습성
모리셔스꾸밈낮은 곤충 따위의 무척추동물을 잡아먹고, 달콤하고 부드러운 과일, 꽃가루, 꽃꿀도 먹는다.
모리셔스꾸밈낮은 꽤나 겁이 많고, 놀랄만큼 빠르다.
알은 온도 28 °C 에서는 40일 뒤에 부화하며, 신생아는 꼬리까지 35 mm에 이른다.

## 사육
이 녀석은 식물이 많은 곳에서 짝지어 키워야 한다. 온도는 낮에는 섭씨 26-28도, 밤에는 섭씨 20도, 습도는 낮에는 50-60 %, 밤에는 80-90 %를 유지해야 한다. 귀뚜라미, 벌집나방 애벌레, 초파리, 밀웜, 집파리를 먹일 수 있다.

## 기타
미소중력(en:microgravity) 상태가 도마뱀붙이류의 번식에 끼치는 영향을 알아보기 위해, 2014년에 모리셔스꾸밈낮 다섯 마리가 우주로 발사되었다.

## 참고 자료
- Henkel, F.-W. and W. Schmidt (1995) Amphibien und Reptilien Madagaskars, der Maskarenen, Seychellen und Komoren. Ulmer Stuttgart. ISBN 3-8001-7323-9
- McKeown, Sean (1993) The general care and maintenance of day geckos. Advanced Vivarium Systems, Lakeside CA.

## 참고 문헌
- 위키미디어 공용에 Phelsuma ornata 관련 미디어 분류가 있습니다.
- 위키생물종에 Phelsuma ornata 관련 자료가 있습니다.